# Província de Santiago (Xile)
Santiago és una de les sis províncies en les quals s'organitza la Regió Metropolitana de Santiago, a Xile, sent la que alberga a la majoria de la població de la regió, com així també a 32 que conformen el Gran Santiago. Com a província Santiago és una divisió administrativa de segon nivell de Xile. A diferència de les altres províncies de Xile, les quals eren regides per un governador provincial designat pel president de Xile, a la província de Santiago els deures de governador eren lliurats legalment a l'intendent regional, que també és designat pel president, ja que per llei aquesta és l'única província que no contempla el càrrec de governador provincial.
El 2018 la quantitat d'empreses registrades a la província de Santiago va ser de 277.301. L'Índex de Complexitat Econòmica (ECI) el mateix any va ser de 4,13, mentre que les activitats econòmiques amb més índex de Avantatge Comparatiu Revelat (RCA) van ser Conservador de Béns Arrels (1,58), Servei Notarial (1,58)) i Extracció de Manganès (1,58).
La província de Santiago està integrada per 32 comuns dels 37 que conformen el Gran Santiago.
| Comú                    | Àrea(km²) | Població (2002) | Densitat poblacional (km²) | Població (2017) | Densitat poblacional (km²) | Lloc web de la municipalitat                 |
| ----------------------- | --------- | --------------- | -------------------------- | --------------- | -------------------------- | -------------------------------------------- |
| 1) Santiago (capital)   | 22,4      | 200.792         | 8.963,9                    | 404.495         | 18057,8                    | vincle                                       |
| 2) Vitacura             | 28,3      | 81.499          | 2.879,8                    | 85.384          | 3017,1                     | vincle                                       |
| 3) San Ramón            | 6,5       | 94.906          | 14.600,9                   | 82.900          | 12753,8                    | vincle                                       |
| 4) San Miguel           | 9,5       | 78.872          | 8.302,3                    | 107.954         | 11363,5                    | vincle                                       |
| 5) San Joaquín          | 9,7       | 97.625          | 10.064,4                   | 94.492          | 9741,4                     | vincle Arxivat 2011-07-07 a Wayback Machine. |
| 6) Renca                | 24,2      | 133.518         | 5.517,3                    | 147.151         | 6109,5                     | vincle                                       |
| 7) Recoleta             | 16,2      | 148.220         | 9.149,4                    | 157.851         | 9743,8                     | vincle                                       |
| 8) Quinta Normal        | 12,4      | 104.012         | 8.388,1                    | 110.026         | 8873,0                     | vincle Arxivat 2011-01-11 a Wayback Machine. |
| 9) Quilicura            | 57,5      | 126.518         | 2.200,3                    | 210.410         | 3659,3                     | vincle Arxivat 2015-05-12 a Wayback Machine. |
| 10) Pudahuel            | 197,4     | 195.653         | 991,1                      | 230.293         | 1166,6                     | vincle                                       |
| 11) Providencia         | 14,4      | 120.874         | 8.394,0                    | 142.079         | 9866,5                     | vincle                                       |
| 12) Peñalolén           | 54,2      | 216.060         | 3.986,3                    | 241.599         | 4457,5                     | vincle                                       |
| 13) Pedro Aguirre Cerda | 9,7       | 114.560         | 11.810,3                   | 101.174         | 10430                      | vincle                                       |
| 14) Ñuñoa               | 16,9      | 163.511         | 9.675,2                    | 287.237         | 16996,2                    | vincle                                       |
| 15) Maipú               | 133,0     | 468.390         | 3.521,7                    | 521.627         | 3922,0                     | vincle                                       |
| 16) Macul               | 12,9      | 112.535         | 8.723,6                    | 116.534         | 9033,6                     | vincle                                       |
| 17) Lo Prado            | 6,7       | 104.316         | 15.569,6                   | 96.249          | 14448,3                    | vincle                                       |
| 18) Lo Espejo           | 7,2       | 112.800         | 15.666,7                   | 98.804          | 13722,7                    | vincle                                       |
| 19) Lo Barnechea        | 1023,7    | 74.749          | 73,0                       | 105.833         | 103,3                      | vincle                                       |
| 20) Las Condes          | 99,4      | 249.893         | 2.514,0                    | 294.838         | 2966,1                     | vincle                                       |
| 21) La Reina            | 23,4      | 96.762          | 4.135,1                    | 92.787          | 3965,2                     | vincle                                       |
| 22) La Pintana          | 30,6      | 190.085         | 6.211,9                    | 177.335         | 5795,2                     | vincle                                       |
| 23) La Granja           | 10,1      | 132.520         | 13.120,8                   | 116.571         | 11541,6                    | vincle                                       |
| 24) La Florida          | 70,8      | 365.674         | 5.164,9                    | 366.916         | 5182,4                     | vincle                                       |
| 25) La Cisterna         | 10,0      | 85.118          | 8.511,8                    | 90.119          | 9011,9                     | vincle                                       |
| 26) Independencia       | 7,4       | 65.479          | 8.848,5                    | 100.281         | 13551,4                    | vincle                                       |
| 27) Huechuraba          | 44,8      | 74.070          | 1.653,3                    | 98.671          | 2202,4                     | vincle                                       |
| 28) Estación Central    | 14,1      | 130.394         | 9.247,8                    | 147.041         | 10428,4                    | vincle                                       |
| 29) El Bosque           | 14,1      | 175.594         | 12.453,5                   | 162.505         | 11525,1                    | vincle                                       |
| 30) Conchalí            | 10,7      | 133.256         | 11.884,8                   | 126.955         | 11864,9                    | vincle                                       |
| 31) Cerro Navia         | 11,1      | 148.312         | 13.361,4                   | 132.622         | 11947,9                    | vincle                                       |
| 32) Cerrillos           | 21,0      | 71.906          | 3.424,1                    | 80.832          | 3849,1                     | vincle                                       |
| Total                   | 2030,3    | 4.302.983       | 2119,4                     | 5.329.565       | 2625,0                     | N/A                                          |

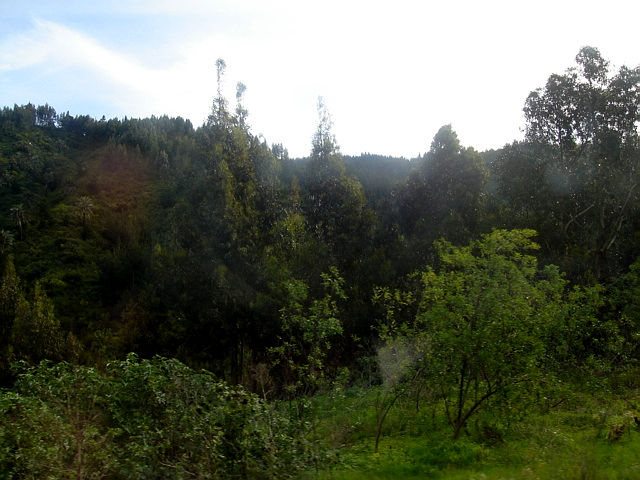
Entorn forestal de la Província
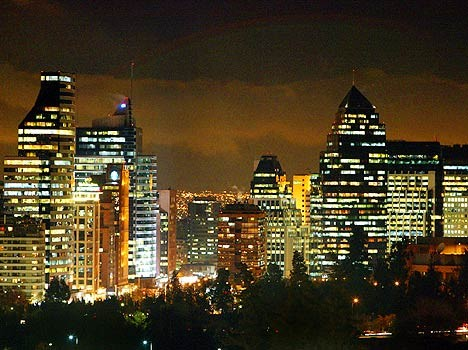
Vista nocturna de Santiago
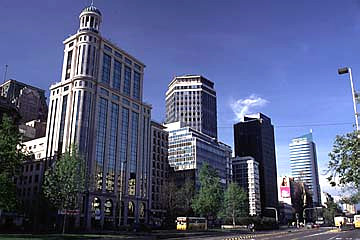
Alameda del Libertador Bernardo O'Higgins, principal artèria de la capital